# Tomopteris cavallii
Tomopteris cavallii är en ringmaskart som beskrevs av Karel Rosa 1908.
Tomopteris cavallii ingår i släktet Tomopteris och familjen Tomopteridae. Arten har ej påträffats i Sverige. Inga underarter finns listade i Catalogue of Life.